# محافظة راتاناكيري
محافظة راتاناكيري هي محافظة في كمبوديا، بلغ عدد سكانها 149٬997 نسمة، عاصمتها بانلونغ ‏، تبلغ مساحتها 10٬782٫0 كيلومتر مربع.

## الموقع
تشترك في الحدود مع:
- محافظة أتابيو (لاوس)
- محافظة كون توم (فيتنام)
- محافظة موندولكيري
- محافظة ستونغ ترينغ
- محافظة زا لاي (فيتنام).

## التقسيمات الإدارية
- Andoung Meas District [الإنجليزية]‏
- Banlung Municipality [الإنجليزية]‏
- Bar Kaev District [الإنجليزية]‏
- Koun Mom District [الإنجليزية]‏
- Lumphat District [الإنجليزية]‏
- Ou Chum District [الإنجليزية]‏
- Ou Ya Dav District [الإنجليزية]‏
- Ta Veaeng District [الإنجليزية]‏
- Veun Sai District [الإنجليزية]‏.